# Dipoena latifrons
Dipoena latifrons är en spindelart som beskrevs av Denis 1950. Dipoena latifrons ingår i släktet Dipoena och familjen klotspindlar.
Artens utbredningsområde är Frankrike. Inga underarter finns listade i Catalogue of Life.